# Viola Smith
Viola Smith (Mount Calvary, 29 novembre 1912 – Costa Mesa, 21 ottobre 2020) è stata una batterista statunitense.

## Biografia
Nata Viola Schmitz a Mount Calvary, nel Wisconsin, aveva sette sorelle e due fratelli. Tutti i maschi studiarono pianoforte, mentre le ragazze erano in un'orchestra tutta femminile concepita dal loro padre. I suoi genitori gestivano una sala da concerto a Mount Calvary.
Negli anni '20 e '30 Viola Smith suonò nella Schmitz Sisters Family Orchestra (in seguito, Smith Sisters Orchestra) che suo padre aveva fondato nel Wisconsin. Irene (Schmitz) Abler suonava il trombone, Erma Schmitz il vibrafono, Edwina Schmitz alla tromba, Viola Schmitz alla batteria, Lila Schmitz al sassofono, Mildred (Schmitz) Bartash al violino basso, Loretta (Schmitz) Loehr al pianoforte e Sally (Schmitz) Ellenback in sassofono basso. Furono al Radio-Keith-Orpheum (RKO) di vaudeville e cinema durante i fine settimana e le vacanze estive, mentre alcune delle sorelle erano ancora a scuola Secondo suo nipote, Dennis Bartash, suonare con le sue sorelle nel programma radiofonico Major Bowes Amateur Hour negli anni '30 era stata la sua grande occasione. Nel 1938 Viola e Mildred fondarono la Coquettes, un'orchestra tutta al femminile, sciolta nel 1942. Mildred Bartash ha suonato il clarinetto e il sassofono. Viola Smith scrisse un articolo nel 1942 per la rivista Down Beat intitolato Give Girl Musicians a Break! in cui sosteneva che i musicisti donna potevano suonare allo stesso modo degli uomini.. Infatti sosteneva: In questi tempi di emergenza nazionale, molti dei principali strumentisti delle grandi band sono in fase di stesura, invece di rimpiazzarli con quello che potrebbe essere un talento mediocre, perché non lasciare che alcune grandi ragazzi musiciste prendano il loro posto?.
Nel 1942, dopo che Mildred si sposò, Viola si trasferì a New York, ricevette rullanti fatti a mano da uno dei suoi insegnanti, Billy Gladstone e anche una borsa di studio estiva alla Juilliard School, quindi si unì all'orchestra Hour of Charm Orchestra di Phil Spitalny, una band commerciale di successo di tutta al femminile. In seguito avrebbe suonato con l'orchestra sinfonica della NBC. Il suo stile inconfondibile di 13 tamburi, in particolare due tom-tom da 16 pollici all'altezza delle spalle, non fu mai copiato, anche se Viola Smith notò Louis Bellson che usava 2 tamburi dopo aver incontrato lei e osservato i tom-tom. Durante questo periodo, Viola registrò la musica per i film When Johnny Comes Marching Home e Gianni e Pinotto fra le educande come batterista della National Symphony Orchestra , e si esibì anche con Ella Fitzgerald e Chick Webb. Acquisì notorietà come una "Gene Krupa femminile" e "la più veloce batterista delle ragazze". Viola Smith si esibì durante l'inaugurazione del presidente Harry Truman nel 1949. Rimase con l'orchestra Hour of Charm fino al 1954. Dopo che Hour of Charm si sciolse, guidò la sua band, Viola and her Seventeen Drums. Dal 1966 al 1970 suonò con la Kit Kat Band, che faceva parte della produzione originale del Cabaret degli anni '60 a Broadway.
Nel 2013 Allegro Magazine aveva dedicato a Viola Smith l'articolo "Un secolo di Swing 'Non perdere mai il ritmo!'".
Nel 2016 Viola suonava ancora, nonostante i 104 anni, in una band di Costa Mesa chiamata Forever Young Band, che aveva i più vecchi musicisti mainstream ancora in attività.
Viola Smith è morta il 21 ottobre 2020, a 107 anni di età.